# Guillac (Gironde)
Guillac (gaskognisch: Guilhac) ist eine französische Gemeinde mit 173 Einwohnern (Stand: 1. Januar 2022) im Département Gironde in der Region Nouvelle-Aquitaine (vor 2016 Aquitaine); sie gehört zum Arrondissement Libourne und zum Kanton Les Coteaux de Dordogne. Die Einwohner werden Guillacais genannt.

## Geographie
Guillac liegt etwa 30 Kilometer ostsüdöstlich von Bordeaux. Umgeben wird Guillac von den Nachbargemeinden Grézillac im Westen und Norden, Lugaignac im Nordosten und Osten, Naujan-et-Postiac im Südosten und Süden sowie Daignac im Südwesten.

## Bevölkerungsentwicklung
| Jahr                       | 1962 | 1968 | 1975 | 1982 | 1990 | 1999 | 2007 | 2020 |
| Einwohner                  | 219  | 207  | 167  | 154  | 150  | 157  | 183  | 158  |
| Quellen: Cassini und INSEE |      |      |      |      |      |      |      |      |

## Sehenswürdigkeiten
- Kirche Saint-Seurin aus dem 11. Jahrhundert
- Schloss Rébullide aus dem 14. Jahrhundert

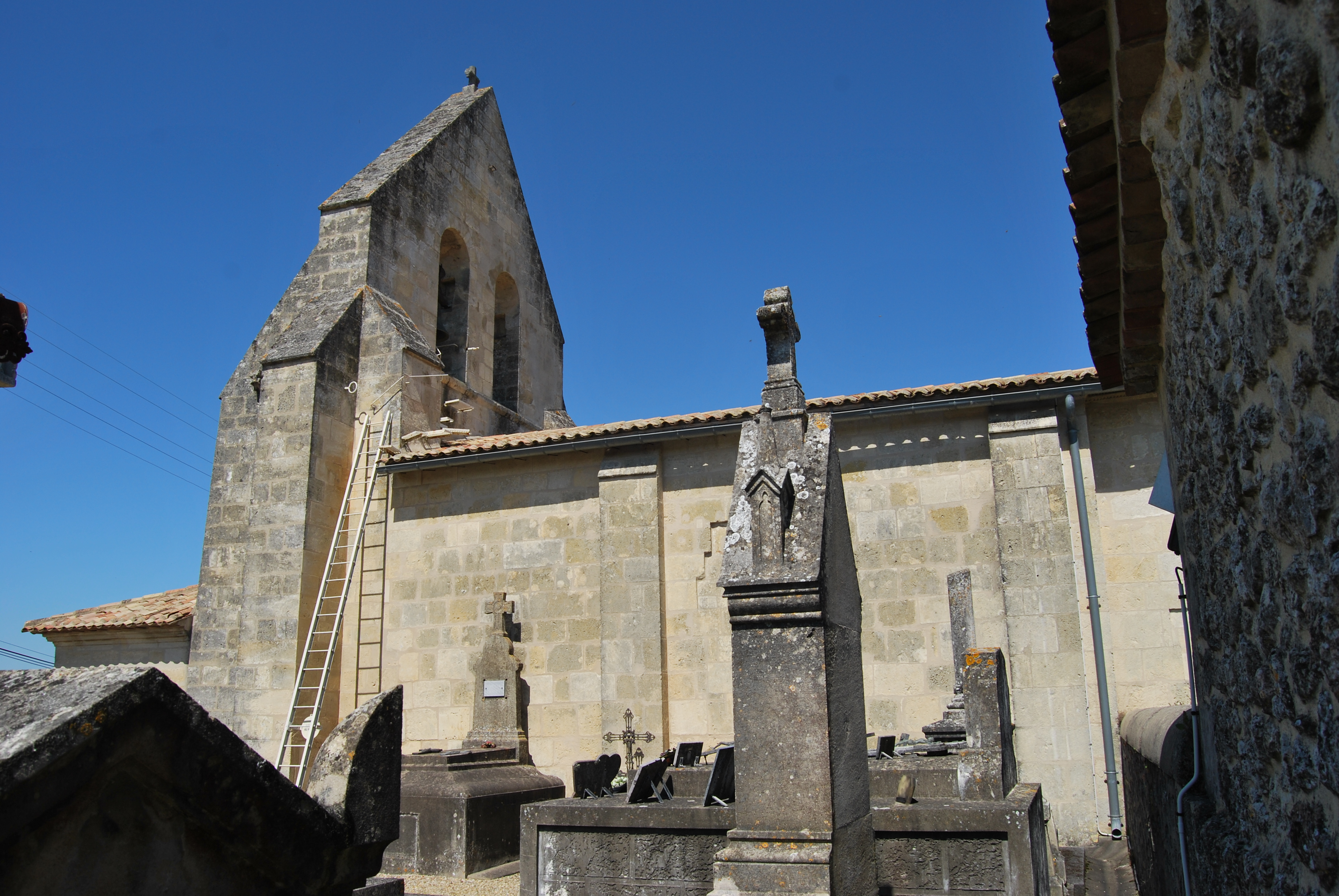
Kirche Saint-Martin
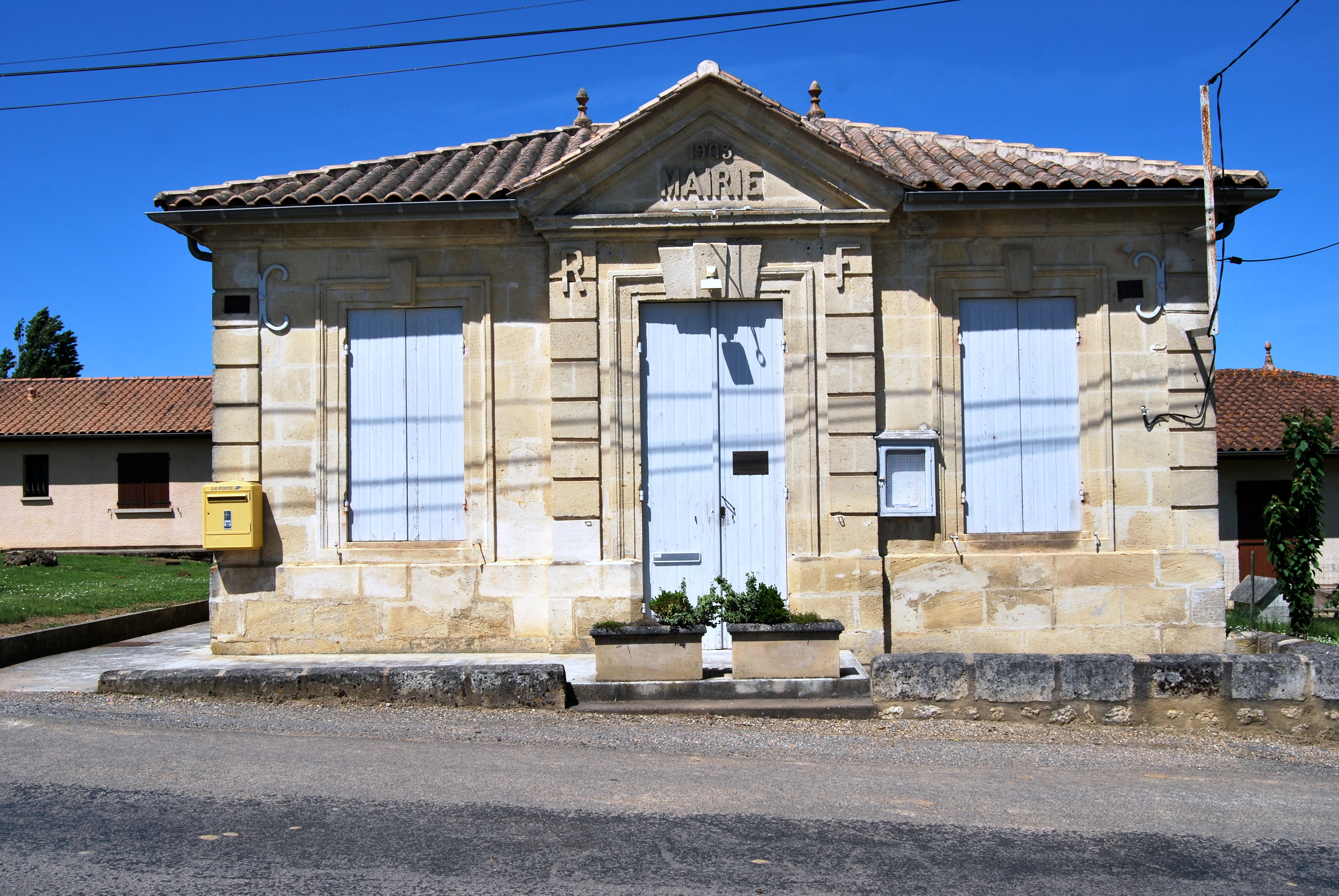
Ehemaliges Rathaus
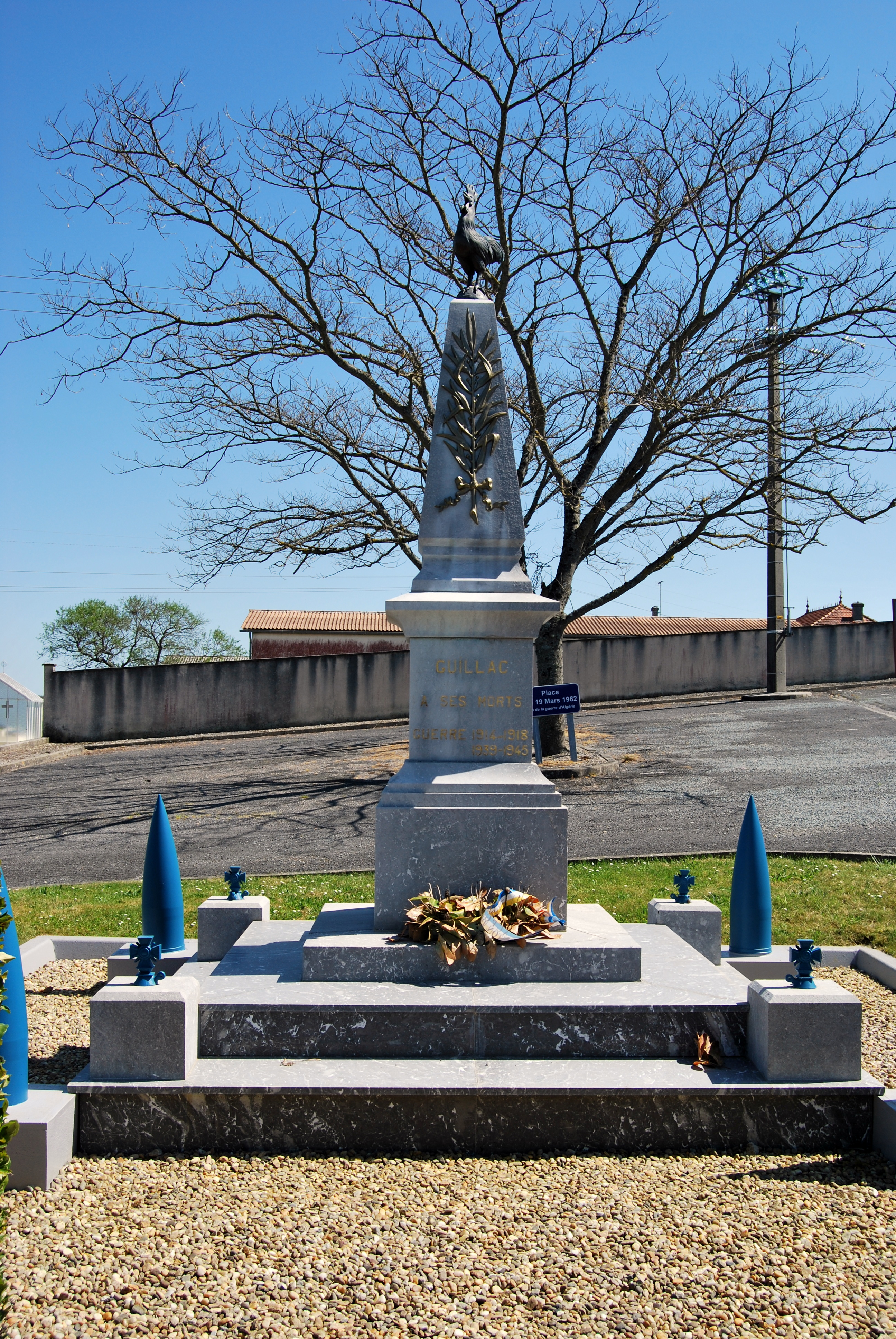
Gefallenendenkmal

## Gemeindepartnerschaft
Mit der ungarischen Gemeinde Tard im Komitat Borsod-Abaúj-Zemplén (Nordungarn) besteht seit 2005 eine Partnerschaft.